# 巴布亚新几内亚教育
巴布亚新几内亚的教育透过19个省与两个地区政府来管理。在1980年代，本地人要就读大学需要在各种学校学习12年：
- 2600个社区学校：一至六年级
- 120个省级高中：七至十年级
- 5个国家级高中：十一至十二年级
- 远程寄宿技校：七至十年级
- 有限的私立学校：学前班至十二年级

2013年，巴布亚新几内亚已有六所大学被巴布亚新几内亚高等教育部办公室所认可，国会为此专门建立了保护法案。
- 圣言大学（主校区在马当）
- 太平洋复临大学（主校区在莫尔兹比港）
- 戈罗卡大学（主校区在戈罗卡）
- PNG大学（主校区在莫尔兹比港）
- 自然资源与环境大学（主校区在波蓬德塔、卡维恩和塞皮克）
- 技术大学（主校区在莱城）